# Crkva sv. Florijana (Klanjec)
Crkva sv. Florijana je rimokatolička crkva u gradu Klanjcu, zaštićeno kulturno dobro.

## Opis dobra
Jednobrodna, pravilno orijentirana crkva smještena na brijegu izvan grada Klanjca, sagrađena je 1742. godine, na mjestu ranije iz 17. st. Tlocrtnu osnovu čine pravokutna lađa te jednako široko trostrano zaključeno svetište. Pred zapadnim pročeljem je zvonik, a južno je smještena sakristija. Pročelja crkve su plošno oblikovana, a vanjskim izgledom dominira masivni zvonik pred glavnim pročeljem. Crkva predstavlja cjelovito graditeljsko ostvarenje sredine 18. stoljeća u kojem je jedinstveni prostor ostvaren kontinuiranim bačvastim svodom te lađom i svetištem jednake širine. Crkva se proporcijama i dimenzijama, zajedno s pripadajućom Kalvarijom, skladno uklapa u krajolik.

## Zaštita
Pod oznakom Z-2095 zavedena je kao nepokretno kulturno dobro - pojedinačno, pravnog statusa zaštićena kulturnog dobra, klasificirano kao "sakralna graditeljska baština".